# Активный транспорт
Активный транспорт — перенос вещества через клеточную или внутриклеточную мембрану (трансмембранный активный транспорт) или через слой клеток (трансцеллюлярный активный транспорт), протекающий из области низкой концентрации в область высокой, т. е. с затратой свободной энергии организма. 

## Активный мембранный транспорт
В отличие от пассивного транспорта, который использует кинетическую энергию и естественную энтропию молекул, движущихся по градиенту, активный транспорт использует клеточную энергию, чтобы перемещать их против градиента, полярного отталкивания или другого сопротивления. Активный транспорт обычно связан с накоплением высоких концентраций молекул, в которых нуждается клетка, таких как ионы, глюкоза и аминокислоты. Примеры активного транспорта - поглощение глюкозы в кишечнике человека и поглощение минеральных ионов клетками корневых волосков растений.
Существует два типа активного транспорта: первичный активный транспорт, использующий аденозинтрифосфат (АТФ), и вторичный активный транспорт, использующий электрохимический градиент.

### Первичный активный транспорт
Первичный активный транспорт, также называемый прямым активным транспортом, напрямую использует метаболическую энергию для транспортировки молекул через мембрану. Вещества, которые переносятся через клеточную мембрану посредством первичного активного транспорта, включают ионы металлов, такие как Na+, K+, Mg2+ и Ca2+. Эти заряженные частицы для пересечения мембран нуждаются в ионных насосах или ионных каналах.
Большинство ферментов, которые осуществляют этот тип транспорта, являются трансмембранными АТФазами. Первичной АТФазой, универсальной для всего животного мира, является натриево-калиевый насос, который помогает поддерживать мембранный потенциал. Натрий-калиевый насос поддерживает мембранный потенциал, перемещая три иона Na+ из клетки на каждые два [12] иона K+, перемещенных в клетку. Другими источниками энергии для первичного активного транспорта являются окислительно-восстановительная энергия и энергия фотонов (свет).
Примером первичного активного транспорта с использованием окислительно-восстановительной энергии является митохондриальная электронная транспортная цепь, которая использует энергию восстановления НАД для перемещения протонов через внутреннюю митохондриальную мембрану против градиента их концентрации. Примером первичного активного транспорта с использованием световой энергии являются белки, участвующие в фотосинтезе, которые используют энергию фотонов для создания градиента протонов через тилакоидную мембрану, а также для создания восстанавливающей силы в форме НАДФ.

### Вторичный активный транспорт
Вторичный активный транспорт, также известный как сопряженный транспорт или котранспорт, использует энергию для переноса молекул через мембрану; однако, в отличие от первичного активного транспорта, нет прямого связывания АТФ. Вместо этого он полагается на электрохимическую разность потенциалов, создаваемую закачкой ионов в или из ячейки. Разрешение одному иону или молекуле двигаться вниз по электрохимическому градиенту, но, возможно, против градиента концентрации, увеличивает энтропию и может служить источником энергии для метаболизма (например, в АТФ-синтазе).
Энергия, полученная при перекачивании протонов через клеточную мембрану, часто используется в качестве источника энергии во вторичном активном переносе. У людей натрий (Na+) обычно совместно транспортируется через плазматическую мембрану, чей электрохимический градиент затем используется для обеспечения активного транспорта второго иона или молекулы против его градиента. В бактериях и мелких дрожжевых клетках обычно котранспортируемым ионом является водород. Водородные насосы также используются для создания электрохимического градиента для выполнения процессов внутри клеток, например, в цепи переноса электронов, важной функции клеточного дыхания, которое происходит в митохондриях клетки.

## Везикулярный транспорт
Эндоцитоз — образование везикул путём впячивания плазматической мембраны при поглощении твёрдых частиц (фагоцитоз) или растворённых веществ (пиноцитоз). Возникающие при этом гладкие или окаймлённые пузырьки называются фагосомами или пиносомами. Путём эндоцитоза яйцеклетки поглощают желточные белки, лейкоциты поглощают чужеродные частицы и иммуноглобулины, почечные канальцы всасывают белки из первичной мочи.
Экзоцитоз — процесс, противоположный эндоцитозу. Различные пузырьки из аппарата Гольджи, лизосом сливаются с плазматической мембраной, освобождая своё содержимое наружу. При этом мембрана пузырька может либо встраиваться в плазматическую мембрану, либо в форме пузырька возвращаться в цитоплазму.